# Bandera de la República Centreafricana
La bandera de la República Centreafricana es va adoptar l'1 de desembre de 1958. La va dissenyar Barthélemy Boganda, el primer president del territori autònom de l'Oubangui-Chari, que pensava que "França i Àfrica han de caminar junts". Així doncs, va combinar el vermell, el blanc i el blau del tricolor francès amb els colors panafricans: vermell, verd i groc.

## Simbologia
El color vermell simbolitza la sang del poble, la sang vessada per aconseguir la independència i protegir la nació. El color blau representa el cel i la llibertat. El color blanc representa la pau i la dignitat. El color verd representa l'esperança i la fe, i l'estrella, la independència. El color groc representa tolerància. És a dir, aquesta bandera representa el desig d'unitat entre les persones del món, però especialment entre els pobles d'Àfrica.

## Disseny i construcció
El disseny consta de quatre franges horitzontals i una de vertical, i una única estrella groga de cinc puntes a la part superior esquerra. Els colors escollits pretenen ser els simbòlics de França (blau i blanc) i d'Àfrica (verd i groc) amb la franja vertical vermella que els uneix tots dos en unitat, i el respecte que els europeus i els africans haurien de tenir-se entre ells. L'estrella groga vol ser indicativa de la independència. La Constitució de la República Centreafricana descriu la bandera com "quatre bandes horitzontals de la mateixa mida dels colors blau, blanc, verd i groc, barrades perpendicularment al centre per una banda vermella d'igual mida i marcades a la cantonada superior esquerra per un groc. estrella de cinc puntes."
- Proporcions 2:3
- Proporcions 3:5

### Colors
| Model de color | Blau        | Blanc         | Verd        | Groc        | Vermell     |
| -------------- | ----------- | ------------- | ----------- | ----------- | ----------- |
| Pantone        | 287C        | Blanc         | 7739C       | Yellow C    | 186C        |
| CMYK           | 100/63/0/49 | 0/0/0/0       | 74/0/74/41  | 0/19/100/0  | 0/92/75/18  |
| RGB            | 0, 48, 130  | 255, 255, 255 | 40, 151, 40 | 255, 206, 0 | 210, 16, 52 |
| HTML           | 003082      | FFFFFF        | 289728      | FFCE00      | D21034      |

## Banderes històriques

Domini colonial francès d'Ubangui-Chari (1903-1960)
Proposta de bandera de substitució per a la República Centreafricana des de 1976
Estendard imperial de Bokassa I, utilitzat com a co-bandera de l'Imperi Centreafricà (1976-1979)